# Cacalote Indijanci
Cacalote /= vrana, gavran/, jedna od brojnih skupina Tamaulipec Indijanaca što su živjeli južno od Rio Grande u meksičkim državama Tamaulipas i Nuevo Leon, poglavito u blizini Miera. Ne smiju se pobrkati s drugom istoimenom skupinom južno od Presidia nazivanoj i Cacalotito. I jedna i druga grupa nestale su u kasnom 18. stoljeću

## Vanjske poveznice
- Cacalote Indians